# گلنوود (نبراسکا)
گلنوود(به انگلیسی: Glenwood) شهری در ایالت نبراسکا کشور ایالات متحده آمریکا است که جمعیت آن در سرشماری سال ۲۰۱۰ میلادی، ۴۶۶ نفر بوده‌است.